# Dušan Savić (football, 1955)
Pour les articles homonymes, voir Dušan Savić et Savić.
Dušan « Dule » Savić, né le 1er juin 1955 à Ub (Serbie), est un footballeur yougoslave, qui évoluait au poste d'attaquant à l'Étoile rouge de Belgrade et en équipe de Yougoslavie.
Savić a marqué quatre buts lors de ses douze sélections avec l'équipe de Yougoslavie entre 1975 et 1982. 

## Carrière
- 1973-1982 : Étoile rouge de Belgrade (Yougoslavie) (173 matches pour 104 buts)
- 1982-1983 : Real Sporting de Gijón (Espagne)à (13 matches pour 3 buts)
- 1983-1985 : Lille OSC (France) (70 matches pour 25 buts)
- 1985-1989 : AS Cannes (France) (106 matches pour 40 buts)

## Palmarès

### En équipe nationale
- 12 sélections et 4 buts avec l'équipe de Yougoslavie entre 1975 et 1982

### Avec l'Étoile Rouge de Belgrade
- Vainqueur du Championnat de Yougoslavie en 1977, 1980 et 1981
- Vainqueur de la Coupe de Yougoslavie en 1982